# Damien Howson
Damien Howson (ur. 13 sierpnia 1992 w Adelaide) – australijski kolarz szosowy.

## Osiągnięcia
Opracowano na podstawie:

2010
- 3. miejsce w GP Général Patton
- 1. miejsce w Trofeo San Rocco

2011
- 1. miejsce w mistrzostwach Oceanii U23 (jazda indywidualna na czas)

2012
- 2. miejsce w mistrzostwach Australii (jazda indywidualna na czas)
- 1. miejsce w mistrzostwach Oceanii (jazda indywidualna na czas)
- 2. miejsce w Memorial Davide Fardelli
- 3. miejsce w mistrzostwach świata U23 (jazda indywidualna na czas)

2013
- 1. miejsce w mistrzostwach Australii U23 (jazda indywidualna na czas)
- 2. miejsce w mistrzostwach Australii (start wspólny)
- 1. miejsce w mistrzostwach Oceanii U23 (jazda indywidualna na czas)
- 2. miejsce w mistrzostwach Oceanii (start wspólny)
- 3. miejsce w Trofeo Banca Popolare di Vicenza
- 1. miejsce w Trofeo Alcide Degasperi
- 3. miejsce w Thüringen-Rundfahrt U23
  - 1. miejsce w prologu
- 2. miejsce w Chrono Champenois
- 1. miejsce w mistrzostwach świata U23 (jazda indywidualna na czas)

2014
- 3. miejsce w mistrzostwach Australii (jazda indywidualna na czas)
- 2. miejsce w mistrzostwach świata (jazda drużynowa na czas)

2016
- 3. miejsce w Herald Sun Tour

2017
- 1. miejsce w Herald Sun Tour
  - 1. miejsce na 1. etapie

2018
- 3. miejsce w Herald Sun Tour

2019
- 1. miejsce na 1. etapie Tirreno-Adriático (jazda drużynowa na czas)
- 2. miejsce w Settimana Internazionale di Coppi e Bartali
  - 1. miejsce na etapie 1b (jazda drużynowa na czas)

2020
- 3. miejsce w Herald Sun Tour
- 1. miejsce w Czech Cycling Tour
  - 1. miejsce na 1. (jazda drużynowa na czas) i 4. etapie
- 3. miejsce w Tour de Hongrie

2021
- 1. miejsce w Tour de Hongrie
  - 1. miejsce na 4. etapie

## Rankingi
| Rok              | 2011 | 2012 | 2013 | 2014 | 2015 | 2016  | 2017 | 2018  | 2019 | 2020 | 2021 | 2022 | 2023 | 2024 |
| ---------------- | ---- | ---- | ---- | ---- | ---- | ----- | ---- | ----- | ---- | ---- | ---- | ---- | ---- | ---- |
| UCI World Tour   |      |      |      | -    | 198. | -     | 204. | 307.  |      |      |      |      |      |      |
| World Ranking    |      |      |      |      |      | 449.  | 270. | 357.  | 359. | 138. | 348. | 984. | 237. | 357. |
| UCI Europe Tour  | -    | 245. | 35.  |      |      | 1460. | 640. | 1034. |      |      |      |      |      |      |
| UCI America Tour | -    | -    | -    |      |      | -     | -    | 33.   |      |      |      |      |      |      |
| UCI Oceania Tour | 4.   | 18.  | 1.   |      |      | 16.   | 5.   | 19.   | 17.  | 10.  | 17.  | 59.  | 16.  | -    |
|                  |      |      |      |      |      |       |      |       |      |      |      |      |      |      |
| Źródło: UCI      |      |      |      |      |      |       |      |       |      |      |      |      |      |      |